# Stephansplatz (Viena)

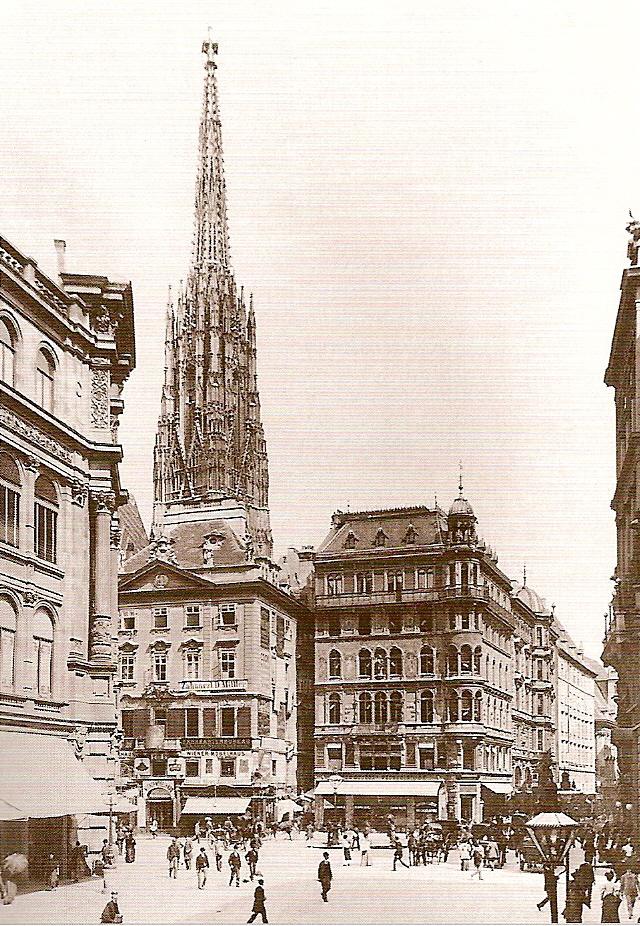
Stock-im-Eisen-Platz c. 1895, aratând rândul de clădiri care separa odinioară Stephansplatz de Stock-im-Eisen-Platz

Stephansplatz este o piață situată în centrul geografic al orașului Viena. Ea este numită după clădirea cea mai importantă, Stephansdom, catedrala din Viena și unul dintre cele mai înalte biserici din lume. Înaintea secolului al XX-lea, un rând de case separau Stephansplatz de Stock-im-Eisen-Platz, dar după distrugerea acestora, numele Stephansplatz a început să fie utilizat pentru un teritoriu mai larg. Către vest și sud, respectiv, se ajunge pe străzile comerciale exclusiviste Graben (literal "șanț") și Kärntner Straße ("Kärnten" este numele german pentru statul Carintia). Vizavi de Stephansdom se află Haas-Haus, o clădire proiectată în stil modern de Hans Hollein. Deși opinia publică a fost inițial sceptic cu privire la combinația dintre catedrala medievală și o clădire din sticlă și oțel, ea este acum considerată un exemplu al modului în care arhitectura veche și ce nouă se pot amesteca armonios.

## Stock im Eisen
Stock-im-Eisen este situat la colțul dintre Kärntner Straße și Graben într-o nișă din colțul Palais Equitable. El este un ciot de copac, în care au fost înfipte sute de cuie cu ciocanul încă din Evul Mediu și este înconjurat de o bandă de fier închisă cu un lacăt mare. Cea mai veche mențiune scrisă a acestuia datează din 1533 și este subiectul unor legende despre Diavol.

## U-Bahn station
Stația de metrou din Stephansplatz este una dintre cele mai aglomerate din oraș și este singura joncțiune între liniile U1 și U3. Ea este și cea mai apropiată stație de metrou de multe dintre atracțiile turistice din centrul orașului.

## Virgilkapelle
În anul 1973, în timpul lucrărilor de excavare pentru stația de metrou, o capelă medievală a fost descoperită la 12 de metri sub nivelul actual al solului. Ea a fost construită în jurul anului 1250 ca o capella subterranea în Magdalenenkapelle (conturul ei este indicat pe trotuarul din Stephansplatz). Este posibil ca aceasta să fi fost inițial concepută ca o capelă pentru înmormântări, dar cel puțin prin secolul al XIV-lea a devenit o criptă pentru o familie de negustori.